# Bassivity Digital
Bassivity Digital (ранее Bassivity Music, полное официальное наименование серб. Bassivity предузеће за музичку продукцију д.о.о. Београд) — сербская продюсерская компания, занимающаяся выпуском альбомов хип-хоп-исполнителей, а также созданием анимационного и художественного контента для зрителей. Лейбл, основанный в 2001 году как Bassivity Music, в феврале 2010 года сменил название на Bassivity Digital. Компания сотрудничала с большим количеством балканских музыкантов, включая таких исполнителей и проекты как «V.I.P.», Марчело, Струка, Едо Маајка, Раста, Кенди, Fox, Surreal, Senidah, Римски, Клинац и многих других.

## История

### Bassivity Music
Сербский продюсер Ваня Улепич, более известный как хип-хоп-исполнитель Oneya, инициировал идею основания компании около 2000 года. Первые проекты стартовали в июне 2001 года, когда Basiviti была просто звукозаписывающей студией. 21 сентября 2001 года Bassivity Music была официально зарегистрирована как музыкальный лейбл. Сразу же после создания компания вступила в партнёрские отношения с рекламным агентством Soul Flower, которое занималось маркетингом и производством видеоконтента.
К 2004 году Bassivity Music вышла на пик своей популярности. Большинство артистов лейбла занимали ведущие места в музыкальных чартах, а их песни звучали на многочисленных теле- и радиоканалах. Однако в 2005 году из-за возрастающего успеха и популярности между музыкантами Bassivity Music стали возникать разногласия и конфликты, в результате чего часть артистов покинула лейбл. Всё это привело к тому, что в 2006 году Ваня Улепич переехал в Нью-Йорк, где основал международный филиал Basiviti, сместив фокус деятельности на рынок США. В этот период в Basivity также работала Джанет «Jnay» Сьюуэлл Юлепик, жена Вани Улепича и многократная обладательница премии «Грэмми».

### Bassivity Digital
В 2010 году, благодаря развитию Интернета, компания, на тот момент возглавляемая Релей Миланковичем, решила вернуться на балканский рынок, сменив название на Bassivity Digital и вновь начав продвигать сербских исполнителей. Одновременно с этим была создана интернет-радиостанция с оригинальными программами, а также мультиблог с самой свежей информацией, касающейся всех аспектов культуры региона.
В 2011 году началось сотрудничество Bassivity и Расты. Начало было положено, когда Раста выпустил альбом «Superstar». Хотя альбом был издан на Mascom Records, его сведение и мастеринг проводила Bassivity в Нью-Йорке. После этого они неофициально сотрудничали над музыкой к фильму «Артильеро» в 2012 году, а год спустя Раста издал на Bassivity первую песню под названием «Марли». В начале июля 2014 года Раста выпустил песню «Kawasaki», оказавшую решающее влияние на его карьеру и прославившую его и Bassivity (на данный момент трек набрал более 60 миллионов просмотров на YouTube). В 2015 году Раста откололся от лейбла и основал собственную продюсерскую компанию «Балкатон», однако некоторое время продолжал сотрудничать с Улепичем, который занимался для него видеопродюсированием.
Помимо белградских исполнителей, Bassivity Digital активно сотрудничала с музыкантами со всей Сербии, а другим крупным центром сербского хип-хопа был Ниш. В период 2012—2015 годов копания издавала альбомы таких исполнителей из Ниша как MC N, «One Shot», Фурио Ђунта, Кенди, Римски. Кроме того в этот период компания осуществляла региональные коллаборации, в том числе с черногорским рэпером Сивило.
Вернувшись на сербскую сцену, Bassivity ещё некоторое время действовала на международном уровне. В 2014 году компания сотрудничала с американскими музыкантами Риком Россом и Френчем Монтаной, для которых Цоби написал песню «Headache», появившуюся в альбоме Росса «Hood Billionaire». В том же году компания работала с рэпером J. Dinero, для которого записала целый альбом. Также было достигнуто соглашение о сотрудничестве с Reakwon The Chef, Maino, Uncle Murda, Джимом Джонсом и многими другими артистами.
В 2014 году музыканты Bassivity Digital вместе со своими коллегами из продюсерских компаний Blackout (Хорватия) и FM Jam (Босния и Герцеговина) приняли участие в съемках документального фильма «Стани на пут», рассказывающего об истории хип-хопа на Балканах. Фильм был спродюсирован Red Bull и MTV и выпущен 5 ноября 2015 года.
В течение 2017 года группа в Facebook под названием I.N.D.I.G.O., в которой молодые музыканты обсуждали тенденции в хип-хопе, стала инкубатором для молодых артистов этого жанра, и в 2018 году Bassivity Digital устроила коллаборацию с этим сообществом, выпустив совместный альбом I.N.D.I.G.O. — «Сеасон 1». Менее чем через год, в феврале 2019 года, вышла вторая часть этого альбома — I.N.D.I.G.O. — «Сеасон 2».
В 2019 году Bassivity Digital совместно с Coca Cola организовали конкурс Discovered by Coke, целью которого были поиск и продвижение молодых артистов. Наставниками участников конкурса были «S.A.R.S.», Сара Йо, Леон и Бояна Вунтуришевич. Победителем конкурса стал Предраг Симич, который, кроме денежного приза, получил годовой контракт с лейблом Bassivity Digital.
Артисты лейбла регулярно выступают на крупнейших балканских фестивалях, таких как Exit и Sea Dance Festival. Кроме того, лейбл периодически организовывает сборные концерты своих исполнителей.

## Релизы
На сегодняшний день компанией выпущено свыше пятидесяти альбомов, среди которых:

### Bassivity Music
- V.I.P. —  Екипа стигла (2002)
- Oneya — Bassivity Mixtape: Први пут (2003)
- Шорти[серб.] — Умотворине (2003)
- General Woo —  Такозвани (2003)
- Марчело — De Facto[серб.] (2003)
- Bassivity Music — Улице Vol. 1 (2003)
- Струка — Ипак се обрће (2004)
- Straight Jackin[серб.] — 004 (2004)
- Едо Маајка — Слушај матер / Но Сики… Рики… (2004)
- Suid[серб.] — Драма која се шуња сама[серб.] (2005)
- Луд — У име игре (2006)
- THC La Familija[серб.] — T.H.C. La Familija (2007)
- Дада[серб.] — Радио убица дечијег гласа[18] (2009)
- V.I.P. — Жива истина[19] (2010)

### Bassivity Digital
- MCN — Ћелија 44 (2012)
- One Shot — One Shot (mixtape, 2012)
- Зиплок — Све или ништа (2012)
- Струка — Ноћи Бугија / Опет ту (EP, 2012—2013)
- Бванаман[серб.] — Velkam Tu Džigi Taun (2013)
- Бваноматор 5000+ — Бваноматор 5000+ (2013)
- Сивило — Тамна страна среће (2013)
- Bassivity Music — Улице Vol. 2 (2013)
- Ајзи[серб.] — Јачи од смрти (2013)
- Cantwait — Лак на обарачу (2013)
- Жути — Ко друка (2013)
- Фурио Ђунта — Луцидан потез / Инстант харизма (2013—2014)
- Кенди ака Cantwait — Van dometa[серб.] (2014)
- Eeva[серб.] — Part of the plan (2014)
- Брут — Острво без океана (2014)
- Bassivity Music — Свежа крв Vol.1 (2014)
- Римски — Мој пут (mixtape, 2014)[20]
- Сивило — Љето кад су ме крунисали (2015)
- Струка и Рексона — Тотална Контрола (2015)
- Римски — Хустле Град (EP, 2015)
- Арафат — Закуни се (2015)
- Струка — Последњи Мохиканац (EP, 2015)
- Дада — Ни на небу ни на земљи (2016)
- Ана Николић[серб.] — Лабилна (2016)
- Кеи — Минут (2017)
- Surreal — Сам у кући (2018)
- Мили[серб.] и Surreal — Мало јачи гас (2018)
- Клинац — Пре ноћи (2018)
- I.N.D.I.G.O. — Сеасон 1 (2018)
- I.N.D.I.G.O. — Сеасон 2 (2019)
- Kukus klan[серб.] — Глупи тејп (2019)
- Елон — Никад Сатисфиед (2019)
- MCN — 21 грам (2019)
- Senidah — Bez tebe (2019)[21][22]
- Ђус[серб.] — Хипхопиум 4[серб.] (2020)
- Senidah — За Тебе (2023)
- Бојана Вунтуришевић — Љубав (2023)
- Сара Јо — Без Контроле (2023)